# Койксе
Ко́йксе (эст. Koikse) — деревня в волости Рапла уезда Рапламаа, Эстония. 
До административной реформы местных самоуправлений Эстонии 2017 года входила в состав волости Райккюла.

## География и описание
Расположена в 46 км к югу от Таллина и в 8 км к юго-западу от уездного центра — города Рапла. Высота над уровнем моря — 52 метра. 
Официальный язык — эстонский. Почтовый индекс — 78416.

## Население
По данным переписи населения 2021 года, в деревне проживали 45 человек, все — эстонцы.
Численность населения деревни Койксе по данным переписей населения:
| Год  | 1959 | 1970 | 1979 | 1989 | 2000 | 2011 | 2021 |
| ---- | ---- | ---- | ---- | ---- | ---- | ---- | ---- |
| Чел. | 125  | ↘ 90 | ↘ 60 | ↘ 37 | ↗ 63 | ↘ 58 | ↘ 45 |

## История
В письменных источниках 1586 года упоминается Koykasz, 1725 года — Koist (мыза), 1871 года — Koiste (деревня).
Примерно в 1700 году в Койксе была основана мыза, которая к 1739 году стала скотоводческой мызой рыцарской мызы Сааге (нем. Saage, Куузику (эст. Kuusiku mõis)). После земельной реформы 1919 года на землях мызы возникло поселение, которое с 1940-х годов в списках упоминается как деревня.
Рядом с населённым пунктом находится одноимённая железнодорожная станция, в настоящее время недействующая. Здание станции внесено в Государственный регистр памятников культуры Эстонии как памятник архитектуры.